# ダリア・ピリペンコ
ダリア・ピリペンコ（Пилипенко, Дарья Сергеевна、1990年6月9日 - ）は、ロシアの女子バレーボール選手。ポジションはリベロ。ロシア代表。旧姓はダリア・チクリゾワ

## 来歴
ニジニ・ノヴゴロド出身。2007年にアンダーカテゴリーの代表として出場したU-18世界選手権で銅メダル獲得した。ディナモ・モスクワ、VK Severiankaなどでプレーした。2015年に結婚した。シニア代表には2019年に初選出され、同年のネーションズリーグでデビューした。ワールドカップに出場し、銅メダルを獲得した。2021年開催の東京2020オリンピックに出場した。2021/22シーズンからはEnisey Krasnoyarskと契約した。

## 球歴
- オリンピック - 2021年
- ワールドカップ - 2019年
- 欧州選手権 - 2019年、2021年
- ネーションズリーグ - 2019年、2021年

## 所属クラブ
- Universitet-Tekhnolog Belgorod（2008-2009年）
- Severyanka Cherepovets（2009-2010年）
- Fakel Novy Urengoy（2010-2011年）
- ディナモ・モスクワ（2011-2014年）
- Severyanka Cherepovets（2014-2018年）
- Dinamo Metar（2018-2019年）
- Uralochka-NTMK（2019-2021年）
- Enisey Krasnoyarsk（2021-）